# Ghost (Jamie-Lee-dal)
A Ghost (magyarul: Szellem) a német Jamie-Lee dala, mellyel Németországot képviselte a 2016-os Eurovíziós Dalfesztiválon, Stockholmban. A dal a február 25-én a német ARD által rendezett Unser Lied für Stockholm elnevezésű tízfős német nemzeti döntőben nyerte el az eurovíziós indulás jogát.

## Eurovíziós Dalfesztivál
Mivel Németország tagja az automatikusan döntős Öt Nagy országának, ezért a dalt az Eurovíziós Dalfesztiválon a május 14-én rendezett döntőben adta elő, de előtte a második elődöntő zsűris főpróbáján is hallható volt. Fellépési sorrendben tizedikként lépett fel, a Svédországot képviselő Frans If I Were Sorry című dala után és a Franciaországot képviselő Amir J’ai cherché című dala előtt. A szavazás során a zsűri szavazáson összesítésben a huszonhatodik, utolsó helyen végzett 1 ponttal, míg a nézői szavazáson a huszonnegyedik helyen végzett 10 ponttal, így összesítésben 11 ponttal a verseny huszonhatodik, utolsó helyezettje lett. Ez volt sorozatban a második alkalom, hogy a Németországot képviselő dal a versenyen az utolsó helyen végzett.
A következő német induló Levina Perfect Life című dala volt a 2017-es Eurovíziós Dalfesztiválon.